# Тимофеевский сельсовет (Коммунистический район)
Тимофеевский сельсовет — упразднённая административно-территориальная единица, существовавшая на территории Московской губернии и Московской области до 1954 года.
Тимофеевский сельсовет был образован в первые годы советской власти. По данным 1918 года он входил в состав Рогачёвской волости Дмитровского уезда Московской губернии.
По данным 1926 года в состав сельсовета входили деревни Банино, Давыдково, Дедюхино, Тимофеево и Фофаново.
В 1929 году Тимофеевский с/с был отнесён к Дмитровскому району Московского округа Московской области.
27 февраля 1935 года Тимофеевский с/с был передан в Коммунистический район.
4 января 1952 года из Куликовского с/с в Тимофеевский было передано селение Клюшниково, а из Тимофеевского в Куликовский — Фофаново.
14 июня 1954 года Тимофеевский с/с был упразднён. При этом его территория (селения Банино, Давыдково, Дедюхино, Клюшниково и Тимофеево) была передана в Куликовский с/с.